# Mesorregión del Centro-Norte Piauiense
La mesorregión del Centro-Norte Piauiense es una de las cuatro mesorregiones del estado brasileño del Piauí. Está formada por la unión de 63 municipios agrupados en cuatro microrregiones.

## Microrregiones
- Campo Maior
- Medio Parnaíba Piauiense
- Teresina
- Valença do Piauí